# Carson Beckett
Dr. Carson Beckett je fiktivní postava hlavního lékaře v televizním seriálu Stargate Atlantis, ztvárněná Paulem McGillionem. Je Skot, což je patrné především z jeho přízvuku. Doktor Beckett objevil antický gen ATA (Ancient Technology Activation gene), který mimo jiné sám vlastní, a který lidem umožňuje používat antické technologie jak na Atlantidě, tak kdekoliv ve vesmíru. Vymyslel tzv. genovou terapii, tedy postup, během něhož je ATA gen implantován člověku, který jej nemá. Účinnost terapie je 48%. Jeho lékařské zkušenosti a skutečnost, že objevil antický gen, mu pomohly stát se členem týmu Dr. Elizabeth Weirové na její misi na Atlantidě. Na Beckettově uniformě je připevněna skotská vlajka. Doktor Beckett zahynul ve třetí sérii seriálu, v dílu č. 17 s názvem Neděle, krátce poté, co vyoperoval výbušný nádor z těla pacienta. 1,5 roku před jeho smrtí byl naklonován Michaelem, následně se vrátil na Atlantidu k vykonávání své práce.